# 瀘沽湖阿六貢巴經堂
瀘沽湖阿六貢巴經堂位於四川省鹽源縣，文物遺址年代判定為。2004年增補為第六批四川省文物保護單位。